# 3 фунта
«3 фу́нта» (англ. 3 lbs) — американская драма, которая транслировалась на телеканале CBS с 14 по 28 ноября 2006 года, после чего показ был отменён из-за низких рейтингов.
Сериал рассказывает о работе нейрохирургов Дугласа Хэнсона (Стэнли Туччи) и его протеже Джонатана Сигера (Марк Фойерстин).

## В ролях
| Актёр          | Роль                   |
| -------------- | ---------------------- |
| Стэнли Туччи   | доктор Дуглас Хэнсон   |
| Марк Фойерстин | доктор Джонатан Сигер  |
| Индира Варма   | доктор Эдриэнн Холлэнд |
| Армандо Риеско | доктор Томас Флорес    |
| Забрина Гевара | Мелани Ортис           |
| Гриффин Данн   | Джеффри Коулз          |
| Джульетт Гольи | Эрика Лунд             |
| Тамара Тейлор  | Делла                  |

## Список эпизодов
| № | Название           | Режиссёр          | Сценарист       | Дата показа в США             | Дата показа в Великабритании | Зрители США (миллионы) |
| - | ------------------ | ----------------- | --------------- | ----------------------------- | ---------------------------- | ---------------------- |
| 1 | «Lost For Words»   | Дэвис Гуггенхейм  | Питер Око       | 14 ноября 2006(CBS)           | 11 марта 2007                | 9.86                   |
| 2 | «Of Two Minds»     | Арлин Сэнфорд     | Дэви Холмс      | 21 ноября 2006(CBS)           | 25 марта 2007                | 9.21                   |
| 3 | «Heart-Stopping»   | Джон Дэвид Коулз  | Скотт Кауфер    | 28 ноября 2006(CBS)           | 15 апреля 2007               | 7.97                   |
| 4 | «Disarming»        | Николь Кассель    | Питер Око       | 10 октября 2008(Universal HD) | 18 марта 2007                | 7.97                   |
| 5 | «The God Spot»     | Джон Фортенберри  | Джессика Болл   | 17 октября 2008(Universal HD) | 1 апреля 2007                | N/A                    |
| 6 | «Bad Boys»         | Сэнфорд Букставер | Питер Око       | 24 октября 2008(Universal HD) | 22 апреля 2007               | N/A                    |
| 7 | «The Cutting Edge» | Кен Джиротти      | Мэтт МакГиннесс | 31 октября 2008(Universal HD) | 29 апреля 2007               | N/A                    |
| 8 | «Plugged In»       | Кен Джиротти      | Дэви Холмс      | 7 ноября 2008(Universal HD)   | 3 июня 2007                  | N/A                    |